# Phomopsis sorghicola
Phomopsis sorghicola är en svampart som beskrevs av Punith. 1975. Phomopsis sorghicola ingår i släktet Phomopsis och familjen Diaporthaceae.   Inga underarter finns listade i Catalogue of Life.